# Цихава
Цихава (пол. Cichawa) — село в Польщі, у гміні Ґдув Велицького повіту Малопольського воєводства.
Населення — 604 особи (2011).

## Демографія
Демографічна структура станом на 31 березня 2011 року:
|          | Загалом | Допрацездатний вік | Працездатний вік | Постпрацездатний вік |
| -------- | ------- | ------------------ | ---------------- | -------------------- |
| Чоловіки | 308     | 66                 | 213              | 29                   |
| Жінки    | 296     | 63                 | 174              | 59                   |
| Разом    | 604     | 129                | 387              | 88                   |